# The Chameleons
The Chameleons (ve Spojených státech známá jako The Chameleons UK) je anglická post-punková kapela, která vznikla v roce 1981 v Middletonu ve Velkém Manchesteru. Původními členy kapely byli zpěvák a baskytarista Mark Burgess, kytarista Reg Smithies, kytarista Dave Fielding a bubeník John Lever (který nahradil bubeníka Briana Schofielda). V osmdesátých letech s nimi občas vystupovali klávesáci Alistair Lewthwaite a Andy Clegg a na začátku nového milénia bubeník a zpěvák Kwasi Asante. V současné době skupina vystupuje pod názvem Chameleons Vox (nebo Chameleons V).

## Diskografie
Studiová alba
- Script of the Bridge (1983)
- What Does Anything Mean? Basically (1985)
- Strange Times (1986)
- Strip (2000)
- Why Call It Anything? (2001)
- This Never Ending Now (2002)